# Edmundston
Edmundston es una ciudad canadiense ubicada en el condado de Madawaska, en la provincia de Nuevo Brunswick. Tiene una población estimada, a mediados de 2020, de 16,841 habitantes.

## Geografía

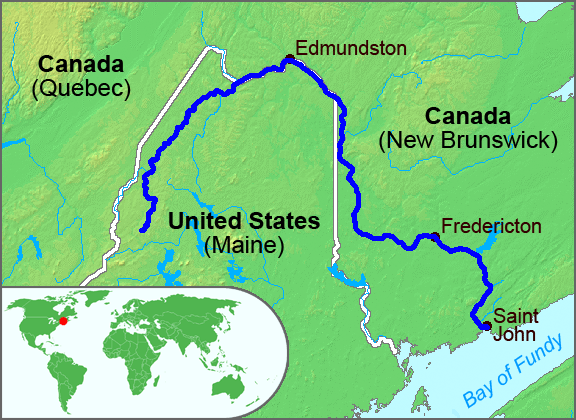
Mapa del río San Juan, en el que se observa, en el centro-norte, Edmundston

Edmundston está estratégicamente situado a pocos kilómetros de la frontera con Quebec y en la frontera con los Estados Unidos, frente a la ciudad de Madawaska, Maine, a la que está conectada por el puente de Edmundston-Madawaska.

### Clima
| Parámetros climáticos promedio de Edmundston (1981–2010) | Parámetros climáticos promedio de Edmundston (1981–2010) | Parámetros climáticos promedio de Edmundston (1981–2010) | Parámetros climáticos promedio de Edmundston (1981–2010) | Parámetros climáticos promedio de Edmundston (1981–2010) | Parámetros climáticos promedio de Edmundston (1981–2010) | Parámetros climáticos promedio de Edmundston (1981–2010) | Parámetros climáticos promedio de Edmundston (1981–2010) | Parámetros climáticos promedio de Edmundston (1981–2010) | Parámetros climáticos promedio de Edmundston (1981–2010) | Parámetros climáticos promedio de Edmundston (1981–2010) | Parámetros climáticos promedio de Edmundston (1981–2010) | Parámetros climáticos promedio de Edmundston (1981–2010) | Parámetros climáticos promedio de Edmundston (1981–2010) |
| Mes                                                      | Ene.                                                     | Feb.                                                     | Mar.                                                     | Abr.                                                     | May.                                                     | Jun.                                                     | Jul.                                                     | Ago.                                                     | Sep.                                                     | Oct.                                                     | Nov.                                                     | Dic.                                                     | Anual                                                    |
| -------------------------------------------------------- | -------------------------------------------------------- | -------------------------------------------------------- | -------------------------------------------------------- | -------------------------------------------------------- | -------------------------------------------------------- | -------------------------------------------------------- | -------------------------------------------------------- | -------------------------------------------------------- | -------------------------------------------------------- | -------------------------------------------------------- | -------------------------------------------------------- | -------------------------------------------------------- | -------------------------------------------------------- |
| Temp. máx. abs. (°C)                                     | 13.0                                                     | 15.0                                                     | 25.0                                                     | 28.0                                                     | 34.5                                                     | 37.2                                                     | 36.1                                                     | 35.6                                                     | 33.6                                                     | 30.6                                                     | 19.5                                                     | 15.6                                                     | 37.2                                                     |
| Temp. máx. media (°C)                                    | -7.1                                                     | -4.9                                                     | 1.1                                                      | 8.6                                                      | 17.1                                                     | 22.0                                                     | 24.7                                                     | 23.7                                                     | 18.5                                                     | 10.9                                                     | 3.3                                                      | -3.8                                                     | 9.5                                                      |
| Temp. media (°C)                                         | -12.9                                                    | -11.3                                                    | -5.0                                                     | 3.0                                                      | 10.3                                                     | 15.2                                                     | 18.2                                                     | 17.1                                                     | 12.2                                                     | 5.8                                                      | -0.6                                                     | -8.5                                                     | 3.6                                                      |
| Temp. mín. media (°C)                                    | -18.5                                                    | -17.6                                                    | -11.1                                                    | -2.6                                                     | 3.4                                                      | 8.4                                                      | 11.5                                                     | 10.5                                                     | 5.8                                                      | 0.7                                                      | -4.5                                                     | -13.3                                                    | -2.3                                                     |
| Temp. mín. abs. (°C)                                     | -43.6                                                    | -39.4                                                    | -36.2                                                    | -28.5                                                    | -9.4                                                     | -4.4                                                     | 1.7                                                      | -1.0                                                     | -6.0                                                     | -16.1                                                    | -26.0                                                    | -40.0                                                    | -43.6                                                    |
| Precipitación total (mm)                                 | 79.4                                                     | 62.3                                                     | 56.1                                                     | 58.2                                                     | 90.4                                                     | 97.4                                                     | 113.8                                                    | 93.4                                                     | 94.6                                                     | 93.6                                                     | 91.2                                                     | 80.6                                                     | 1011.0                                                   |
| Lluvias (mm)                                             | 12.7                                                     | 9.1                                                      | 17.0                                                     | 46.7                                                     | 90.0                                                     | 97.4                                                     | 113.8                                                    | 93.4                                                     | 94.6                                                     | 90.8                                                     | 64.7                                                     | 22.9                                                     | 753.0                                                    |
| Nevadas (cm)                                             | 66.7                                                     | 53.2                                                     | 39.1                                                     | 11.5                                                     | 0.4                                                      | 0.0                                                      | 0.0                                                      | 0.0                                                      | 0.0                                                      | 2.8                                                      | 26.5                                                     | 57.8                                                     | 258.0                                                    |
| Días de precipitaciones (≥ 0.2 mm)                       | 9.7                                                      | 8.4                                                      | 8.2                                                      | 9.3                                                      | 11.9                                                     | 12.1                                                     | 12.2                                                     | 11.3                                                     | 11.2                                                     | 12.3                                                     | 11.5                                                     | 10.3                                                     | 128.3                                                    |
| Días de lluvias (≥ 0.2 mm)                               | 1.5                                                      | 1.2                                                      | 3.0                                                      | 7.6                                                      | 11.8                                                     | 12.1                                                     | 12.2                                                     | 11.3                                                     | 11.2                                                     | 11.9                                                     | 7.8                                                      | 2.7                                                      | 94.4                                                     |
| Días de nevadas (≥ 0.2 cm)                               | 8.7                                                      | 7.7                                                      | 5.6                                                      | 2.2                                                      | 0.14                                                     | 0.0                                                      | 0.0                                                      | 0.0                                                      | 0.0                                                      | 0.59                                                     | 4.5                                                      | 8.4                                                      | 37.9                                                     |
| Fuente: Environment Canada                               |                                                          |                                                          |                                                          |                                                          |                                                          |                                                          |                                                          |                                                          |                                                          |                                                          |                                                          |                                                          |                                                          |